# Sami Jo Small
Samantha „Sami Jo“ Small (* 25. März 1976 in Winnipeg, Manitoba) ist eine ehemalige kanadische Eishockeytorhüterin und derzeitige -funktionärin, die seit 2018 bei den Toronto Furies in der Canadian Women’s Hockey League als General Managerin tätig ist, nachdem sie von 2011 bis 2018 dort als Spielerin unter Vertrag stand. Ihr Ehemann Billy Bridges ist Sledgeeishockeyspieler und kanadischer Nationalspieler.

## Karriere

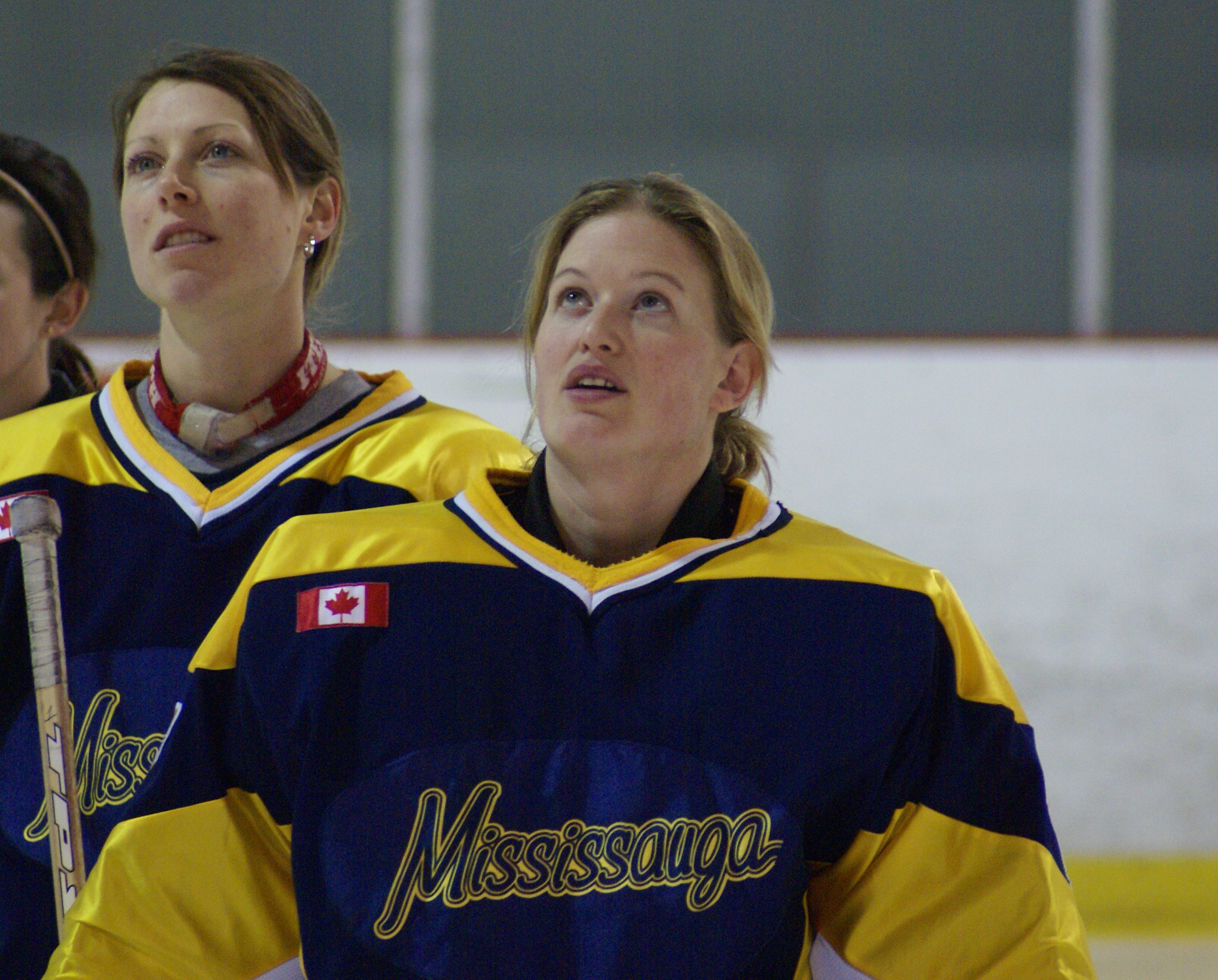
Sami Jo Small im Trikot der Mississauga Chiefs (2008)

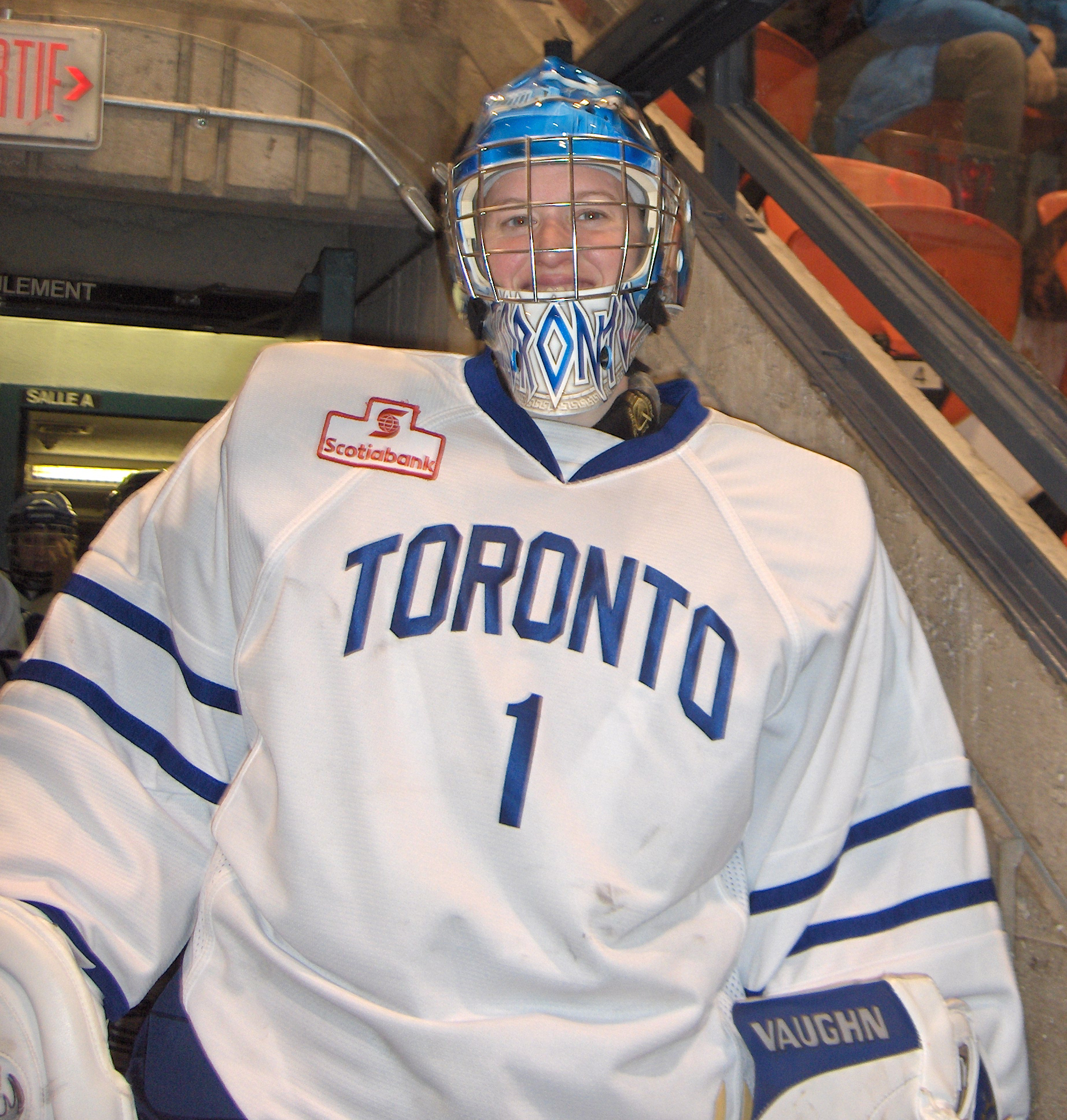
Sami Jo Small im Trikot der Toronto Furies (2012)

### Anfänge in Manitoba
Sami Jo Small wurde von ihren Eltern im Alter von fünf Jahren zu ihrem ersten Eishockeytraining angemeldet und sie war das einzige Mädchen ihrer Trainingsgruppe. Später war sie das erste Mädchen, das in der Manitoba Major Junior Hockey League spielte, unter anderem für die Winnipeg Warriors AAA (Winnipeg Minor Hockey Association) und St. Vital Victorias AA (St. Vital Minor Hockey Association). An ihrer französischsprachigen Highschool (College Jeanne-Sauve) betrieb sie verschiedene Sportarten, von Volleyball, Basketball bis zu Wasserball, Handball und Badminton. Ihre Eltern ermutigten Sami Jo und ihren älteren Bruder Luke, so viele Sportarten zu betreiben, wie sie wollten, solange es keine Auswirkungen auf die Schulnoten hatte. So gehörte sie zwischen 1993 und 1996 jeweils zur Leichtathletikauswahl von Manitoba, nahm an den Canada Games 1991, 1993 und 1997 teil, gewann 1997 bei den Canada Games die Goldmedaille im Speerwurf und die Silbermedaille im Diskuswurf. Im Jahr 1994 wurde sie als Manitobas Highschool-Sportlerin des Jahres ausgezeichnet. Darüber hinaus gewann sie regionale Meisterschaften in Volleyball und Badminton (1994) und zwei Meistertitel in Inlinehockey.
Sami Jo Small begann im Alter von zehn Jahren, im Eishockey auf der Torhüterposition zu spielen, da ihr älterer Bruder Luke sich ebenfalls auf dieser Position versuchte. Letztlich blieb sie Torhüterin und arbeitete beständig an ihrer Fähigkeiten, während ihr Bruder Feldspieler blieb.

### Stanford University
Nachdem Small die Highschool beendet hatte, stand sie vor einem Dilemma: Es gab zu dieser Zeit noch keine Eishockey-Stipendien für Frauen, obwohl sie diesen Sport am meisten liebte. Letztlich entschied sie sich für ein Leichtathletik-Stipendium an der Stanford University und betrieb zunächst Diskus- und Speerwurf. Mehrere Verletzungen beendeten jedoch ihre Leichtathletikkarriere, so dass Small zurück zum Eishockeysport kam. Sie spielte drei Jahre für das Männerteam der Universität und wurde in dieser Zeit einmal als Pac-10 Most Valuable Player ausgezeichnet. Parallel dazu studierte sie Maschinenbau und schloss ihr Studium 1999 ab. Im letzten Jahr an der Hochschule entwarf und konstruierte sie für sich einen maßgeschneiderten Torhüter-Oberkörper-Schutz.

### Internationale Erfolge
Im Vorfeld der Olympischen Winterspiele 1998, bei denen Fraueneishockey zum ersten Mal als olympische Sportart im Programm war, nahm Small an einem Trainingslager der kanadischen Frauennationalmannschaft teil, schaffte es aber zunächst nicht in den Olympiakader. Später wurde sie als dritte Torhüterin in den Kader aufgenommen. Damit gehörte sie zum ersten Mal in ihrem Leben einer Frauenmannschaft an. Im Nationalteam traf sie unter anderem auf Manon Rhéaume, die für Small lange ein Vorbild gewesen war und von der sie viel lernte. Beim olympischen Eishockeyturnier selbst kam Sami Jo Small nicht zum Einsatz und erhielt daher – im Gegensatz zum Männereishockey – keine Medaille, obwohl die kanadischen Frauen die Silbermedaille gewannen.
Anschließend nahm sie an der Weltmeisterschaft 1999 teil und gewann mit dem Team Canada die Goldmedaille. Weitere Weltmeisterschaftstitel folgten in den Jahren 2000, 2001 und 2004. Dabei wurde sie 1999 und 2000 jeweils als beste Torhüterin ausgezeichnet sowie 1999 in das All-Star-Team der Weltmeisterschaft berufen.
2002 gehörte sie dem Olympiakader bei den Olympischen Winterspielen in Salt Lake City an. Sie erreichte als zweite Torhüterin hinter Kim St-Pierre mit dem Nationalteam das Finale gegen die USA, in dem diese mit 3:2 bezwungen wurde und gewann ihre erste olympische Goldmedaille. Sami Jo Small selbst kam in einem Spiel gegen Russland zum Einsatz. Vier Jahre später, bei den Olympischen Winterspielen 2006, reiste sie erneut als dritte Torhüterin nach Turin, blieb im Turnierverlauf ohne Einsatz und erhielt daher erneut keine Goldmedaille.
Ihre letzte Weltmeisterschaft absolvierte sie 2007, als sie als dritte Torhüterin am Turnier in ihrer Heimatstadt Winnipeg teilnahm, aber nicht zum Einsatz kam. Insgesamt absolvierte sie 51 Länderspiele (2.768 Minuten) für Kanada, in denen sie 15 Shutouts, einen Gegentorschnitt von 1,04 und eine Fangquote von 94,6 % erreichte.

### NWHL und CWHL
Nach Abschluss ihres Studiums spielte St-Pierre von 1999 bis 2001 für die Brampton Thunder in der National Women’s Hockey League, anschließend zwischen 2002 und 2011 für die Toronto Aeros, die zwischen 2007 und 2010 unter dem Namen Mississauga Chiefs spielten. 2007 wurde die NWHL aufgelöst und Small gehörte zu den Gründerinnen der Canadian Women’s Hockey League, deren stellvertretende Vorsitzende sie bis 2011 war. Zudem kümmert sie sich seit der Gründung um das Marketing und die Sponsorengewinnung.
Die Toronto Aeros wechselten als Mississauga Chiefs ebenfalls in die CWHL. 2009 und 2010 wurde Small jeweils in das 2nd All-Star-Team der Liga gewählt. 2011 lösten sich die Aeros respektive Chiefs auf und Small wechselte zu den neu gegründeten Toronto Furies. 2014 erreichte sie mit den Furies den Gewinn des Clarkson Cups.

## Erfolge und Auszeichnungen
- Most Valuable Player der Pac-8 Conference der ACHA
- 2002 Aufnahme in die Brampton Sports Hall of Fame
- 2009 CWHL Second All-Star Team
- 2010 CWHL Second All-Star Team
- 2013 Aufnahme in die Etobicoke Sports Hall of Fame
- 2014 Clarkson-Cup-Gewinn mit den Toronto Furies

### International
- 1999 Goldmedaille bei der Weltmeisterschaft
- 1999 All-Star-Team und beste Torhüterin der Weltmeisterschaft
- 2000 Goldmedaille bei der Weltmeisterschaft
- 2000 Beste Torhüterin der Weltmeisterschaft
- 2001 Goldmedaille bei der Weltmeisterschaft
- 2001 Geringster Gegentorschnitt der Weltmeisterschaft (gemeinsam mit Sara DeCosta)
- 2002 Goldmedaille bei den Olympischen Winterspielen
- 2004 Goldmedaille bei der Weltmeisterschaft

## Karrierestatistik

### International
(Legende zur Torhüterstatistik: GP oder Sp = Spiele insgesamt; W oder S = Siege; L oder N = Niederlagen; T oder U oder OT = Unentschieden oder Overtime- bzw. Shootout-Niederlage; Min. = Minuten; SOG oder SaT = Schüsse aufs Tor; GA oder GT = Gegentore; SO = Shutouts; GAA oder GTS = Gegentorschnitt; Sv% oder SVS% = Fangquote; EN = Empty Net Goal; 1 Play-downs/Relegation; Kursiv: Statistik nicht vollständig)

## Privates
Sami Jo Small ist seit 2011 mit dem Sledgeeishockeyspieler Billy Bridges verheiratet. Bridges und Small trafen sich zum ersten Mal 2006 bei einer Veranstaltung der Organisation Right to Play. Im Rahmen der Eishockey-Weltmeisterschaft der Frauen 2007 zeigte die kanadische Para-Eishockey-Nationalmannschaft ihr Können, anschließend erfolgte ein Treffen der beiden kanadischen Nationalmannschaften, bei dem sich Small und Bridges näher kennenlernten.